# Kortøret ræv
Kortøret ræv (Atelocynus microtis) er et dyr i hundefamilien. Denne art er den eneste i slægten Atelocynus. Dyret bliver 72-100 cm langt med en hale på 25-35 cm og vejer 9-10 kg. Den er udbredt i store dele af Sydamerika. 